# Тенишев, Вячеслав Николаевич

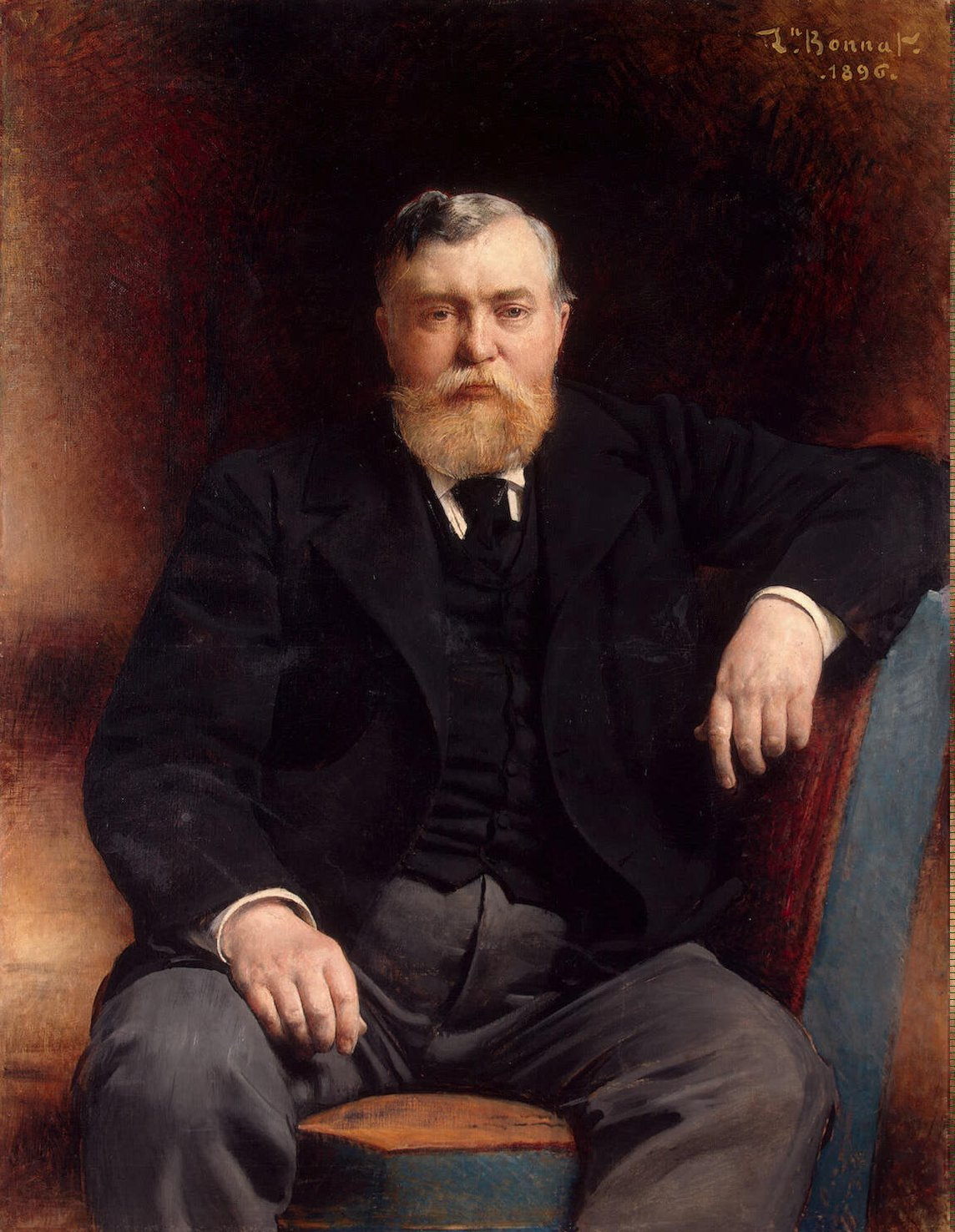
Леон Бонна. Портрет князя В. Н. Тенишева, 1896. Государственный Эрмитаж (Санкт-Петербург)

Князь Вячесла́в Никола́евич Те́нишев (1844 (по др. данным 2 февраля 1843), Варшава — 25 апреля 1903, Париж) — русский этнограф, археолог и социолог, присяжный поверенный, основатель Те́нишевского реального училища в Санкт-Петербурге. Представитель княжеского рода Тенишевых, сын Сандомирского губернатора генерал-майора князя Николая Ивановича Тенишева.

## Биография

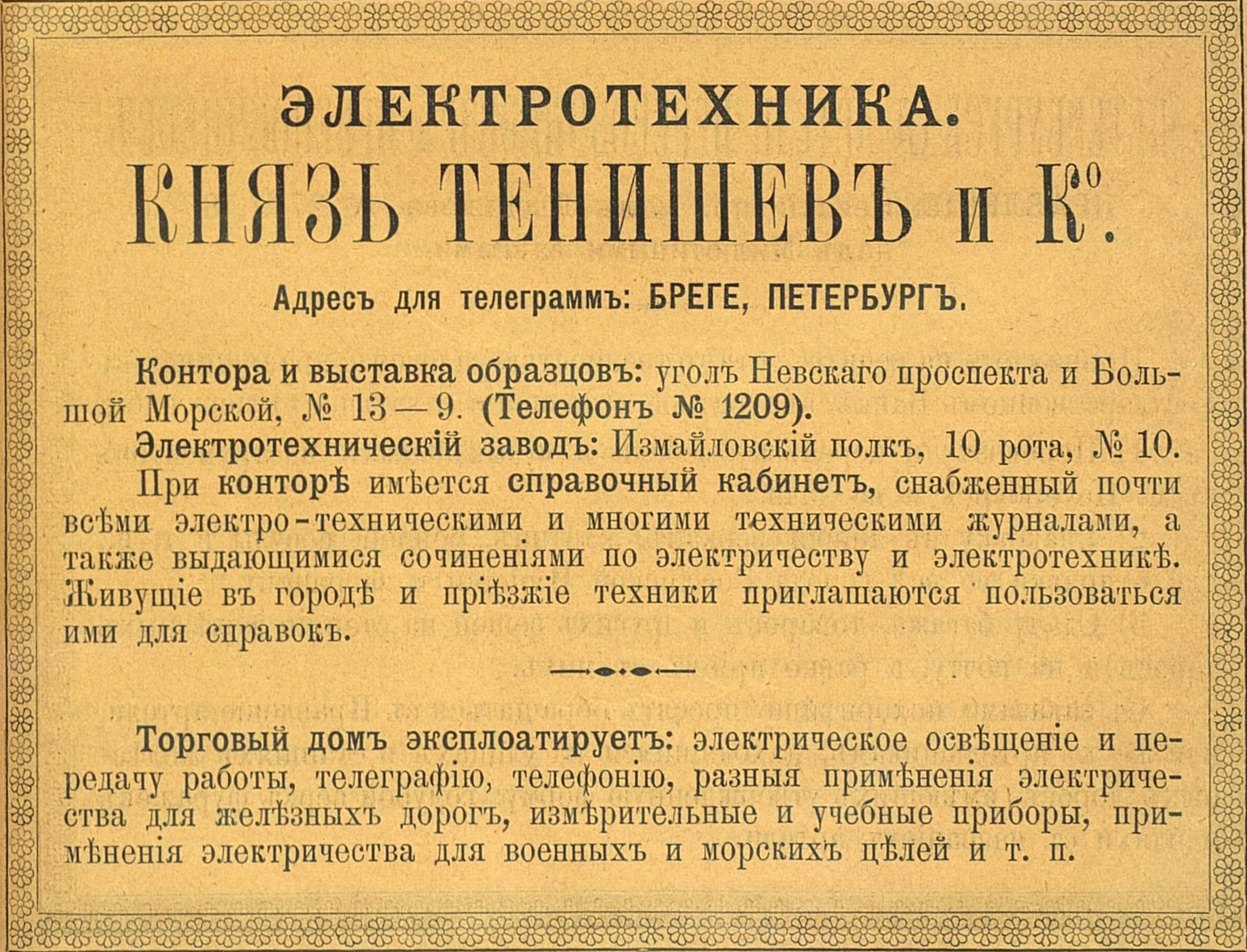
Реклама компании Тенишева, 1894 год.

В три года Вячеслав Тенишев лишился матери и воспитывался у дяди в Тверской губернии. Его отец занимал важные посты на императорской службе, в том числе управлял путями сообщения в Царстве Польском, где строил первые железные дороги.
В. Н. Тенишев окончил московскую гимназию, поступил на физико-математический факультет Петербургского университета, однако вскоре поехал учиться в политехническом институте в Карлсруэ (1861—1864). Вернувшись из Бадена в Россию, он начал карьеру с работы на железной дороге техником.
В. Н. Тенишев был крупным промышленником и инженером, с основными интересами в сфере металлообработки. В 1870 году основал небольшой слесарно-механический завод на Гутуевском острове в Санкт-Петербурге, выпускавший машины для производства конструкций железнодорожных мостов. Вскоре Тенишев стал одним из акционеров, председателем правления и техническим руководителем Общества Брянского рельсопрокатного, железоделательного и механического завода — одного из крупнейших металлообрабатывающих предприятий России. Входил в состав правлений Санкт-Петербургского международного коммерческого и Русского для внешней торговли банков, Общества для содействия русской промышленности и торговли, учредил электротехническую фирму «Князь Тенишев и К°». В 1896 году Тенишев отошёл от непосредственного управления заводом и активного участия в бизнесе, сосредоточившись на научных и благотворительных проектах.
Князь стоял у истоков создания первого завода по производству «самодвижущихся» машин (автомобилей). Сам одним из первых в России купил автомобиль, принимал активное участие в учреждении и работе «Российского автомобильного общества».

Бывшее Тенишевское училище
в Петербурге на Моховой ул.

Наиболее известными социальными проектами Тенишева были Тенишевское училище (образцовое по устройству и содержанию среднее коммерческое учебное заведение в Санкт-Петербурге. Его оканчивали такие известные люди как О. Э. Мандельштам, В. В. Набоков, Н. Н. Купреянов, Д. В. Скобельцын, В. М. Жирмунский, Л. А. Бруни и др.) и «Этнографическое бюро» (научно-исследовательское учреждение для изучения жизни современного крестьянства). Владение весьма существенным личным состоянием позволяло ему производить огромные расходы на благотворительные цели; в частности, на устройство Тенишевского училища им было пожертвовано 1 500 000 рублей, а на его содержание он ежегодно расходовал 50 000 рублей.
Вячеслав Николаевич Тенишев входил в Совет торговли и мануфактур при департаменте торговли и мануфактур Министерства финансов и был рекомендован на должность генерального комиссара от России на Всемирной выставке 1900 года в Париже. В конце XIX — начале XX в. имение Тенишевых Талашкино (Смоленская губерния) стало, благодаря его жене, Марии Клавдиевне (урождённой Пятковской), одним из наиболее знаменитых центров художественной жизни России.
Тенишев был женат дважды, обе его жены (в особенности вторая) также широко известны благодаря своей гуманитарной деятельности. Был женат первым браком на Анне Дмитриевне (урождённой Замятниной), которая открыла в имении Александровка (Мценский уезд Орловской губернии) вышивальные и кружевные мастерские, изделия которых пользовались всемирной известностью и экспонировались на Всемирной выставке в 1900 году. Вторым браком был женат на Марии Клавдиевне (урождённой Пятковской), которая на свои средства организовала рисовальные школы в Санкт-Петербурге и Смоленске и создала в Смоленске музей «Русская старина».
Тенишев был талантливым виолончелистом. Одно время возглавлял петербургское отделение Русского музыкального общества (1883—1887 гг.) Многие годы входил в дирекцию Санкт-Петербургской консерватории.
Был пожалован придворным званием камергера. Награждён орденом Почётного легиона.
Умер от болезни печени и сердца в Париже. После смерти его прах был перевезён в его смоленское имение и захоронен в подклети храма Святого Духа на хуторе Флёново, входившим в имение Талашкино. Гроб сохранялся до 1917 года, а затем был вынесен местными жителями, разломан, тело перенесено на сельское кладбище (расположено сейчас на территории берёзовой рощи). В сентябре 2014 года одна пожилая женщина из деревни Раздорово указала место, где тайно был захоронен князь Тенишев. Она ещё в детстве с родителями приходила туда, чтобы поминать хозяина имения. Крестьяне специально похоронили князя в таком месте, чтобы туда было трудно добраться и невозможно повторно осквернить останки.
Поэтому новая могила князя является кенотафом, то есть памятным камнем под которым нет тела усопшего. Реальное же захоронение находится немного в стороне, но установить там памятник не представляется возможным.
Его сын, Вячеслав Вячеславович стал общественным деятелем: был членом Государственной думы III созыва от Орловской губернии.

## Оценка личности. Характер
Княгиня М. К. Тенишева:

«Он охотно бросал деньги на туалеты, золотые вещицы, бриллианты, но почти не признавал, что у женщины могут быть и другие потребности…»

«Муж не любил искусства. Кроме музыки, никакая другая отрасль не интересовала его — ни старина, ни живопись, ни современное художество»

## Сочинения
- Математическое образование и его значение. СПб., 1886.
- Деятельность животных. СПб., 1889.
- Деятельность человека. СПб., 1897.
- Программа этнографических сведений о крестьянах Центральной России. / Сост. на основании соображений, излож. в кн. В. Н. Тенишева «Деятельность человека» кн. В. Н. Тенишевым при участии г.г. В. Н. Добровольского и А. Ф. Булгакова. — Смоленск, 1897.